# Viktorija Bencik Emeršič
Viktorija Bencik Emeršič, slovenska igralka, 1. september 1984, Lendava.
Že v srednji šoli je nastopala v radijskih oddajah na radijski postaji Murski val. Že pred začetkom študija dramske igre in umetniške besede na AGRFT je vodila televizijsko oddajo Enajsta šola, ki je postala ena najbolj gledanih mladinskih oddaj. Za vodenje te oddaje je prejela viktorja. Dramsko igro je študirala na AGRFT v letniku profesorjev Mileta Koruna in Matjaža Zupančiča. Študij je zaključila leta 2008. Za vlogo Polly v Operi za tri groše B. Brechta in K. Weilla je prejela akademijsko Prešernovo nagrado.
Od leta 2011 je redna članica ansambla MGL, s katerim je najprej sodelovala kot gostja. Za vlogo Žene v Hudiču babjem K. Schönherrja, je prejela Borštnikovo nagrado za mlado igralko.

## Zasebno
Leta 2012 se je poročila s slovenskim igralcem Bojanom Emeršičem. Par ima dva sinova Tiborja (* 2009) in Oskarja (* 2014).

## Nagrade
- 2011 – Borštnikova nagrada za mlado igralko (za vlogo Žene v Hudiču babjem, MGL)[3]
- 2008 – akademijska Prešernova nagrada (za vlogo Polly v Operi za tri groše, AGRFT)[3]